# 松山和夫
松山 和夫（まつやま かずお、1937年8月4日-  ）は、日本の経営者。B-Rサーティーワンアイスクリーム社長、会長を務めた。

## 来歴・人物
青森県出身。1961年に慶應義塾大学経済学部を卒業し、同年に明治乳業に入社した。
1984年にハインツジャパン副社長に就任し、1987年にボーデンインターナショナルインク社長、1990年にボーデンジャパン社長を経て、1994年9月にB-Rサーティーワンアイスクリーム顧問に就任し、1995年3月には社長に昇格。2008年1月から2020年3月までに会長を務めた。